# Scarabaeus typhon
Scarabaeus typhon é uma espécie de insetos coleópteros polífagos pertencente à família Scarabaeidae.
A autoridade científica da espécie é Fischer, tendo sido descrita no ano de 1824.
Trata-se de uma espécie presente no território português.